# Zur Alten Münz (Wetzlar)

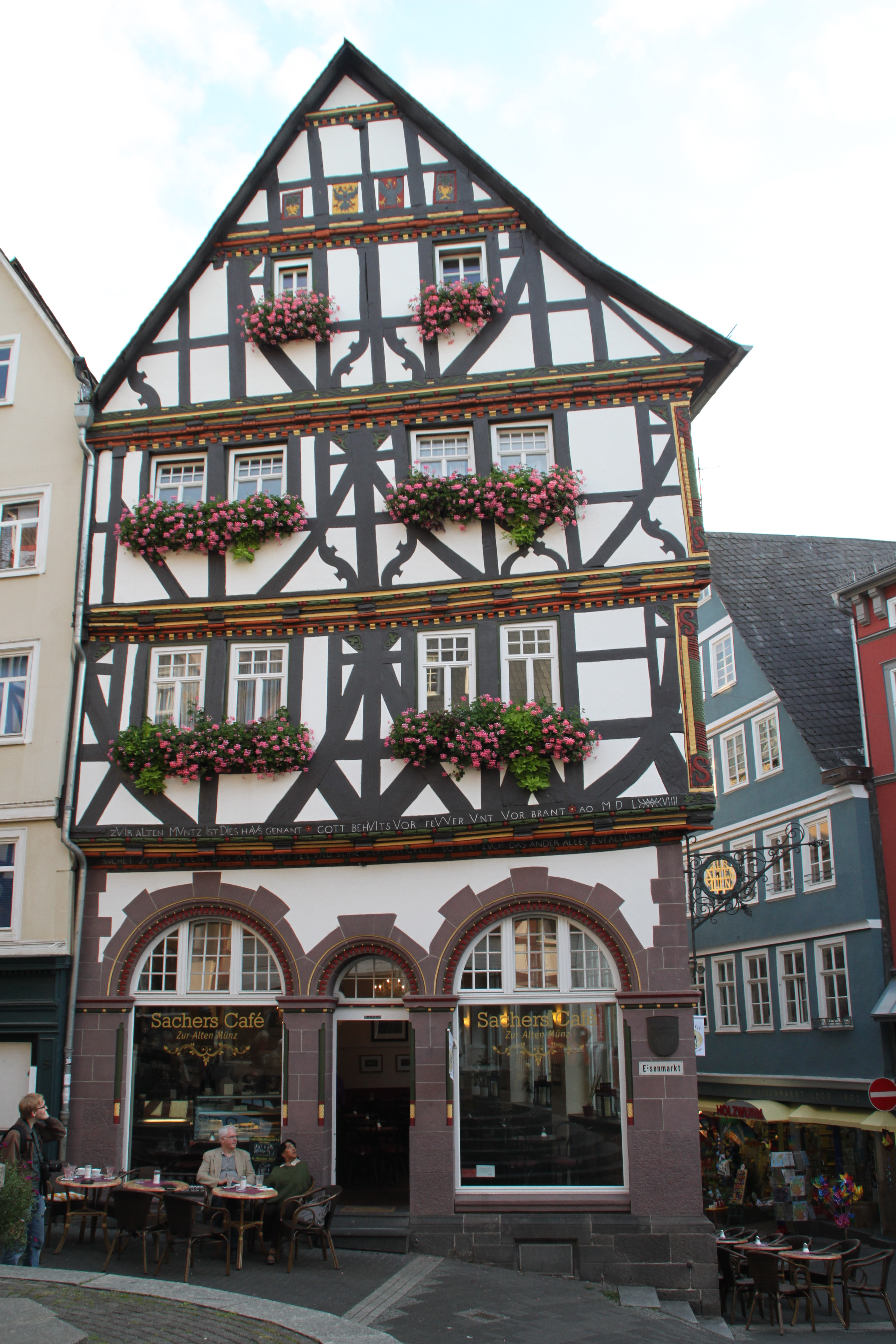
Ansicht des Fachwerkhauses „Zur Alten Münz“

Zur Alten Münz ist ein Fachwerkhaus in der historischen Altstadt von Wetzlar. Das Gebäude am Eisenmarkt wurde im Jahr 1599 errichtet und ist ein geschütztes Baudenkmal.

## Geschichte

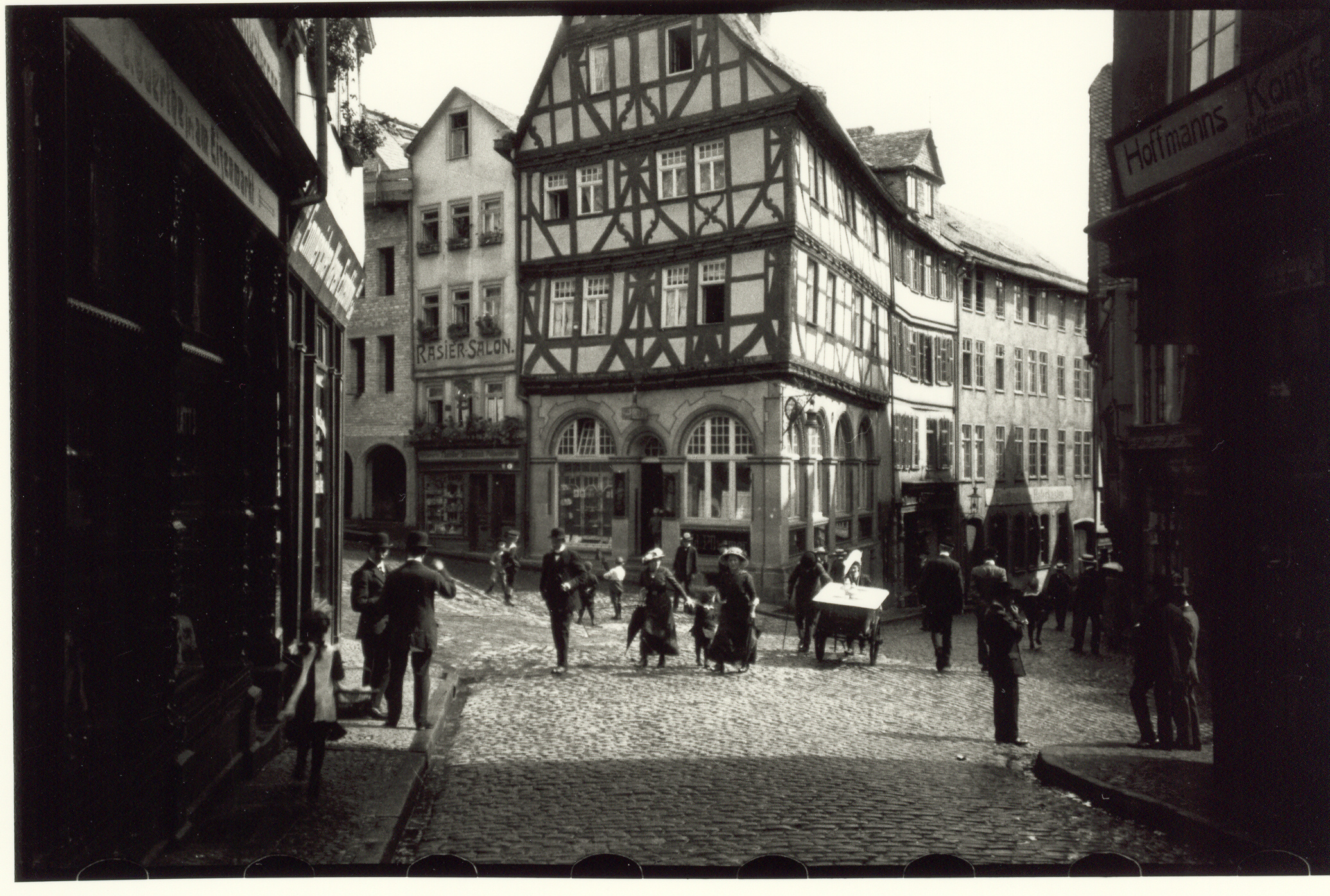
Das Haus im Jahr 1914, fotografiert von Oskar Barnack mit seiner Ur-Leica

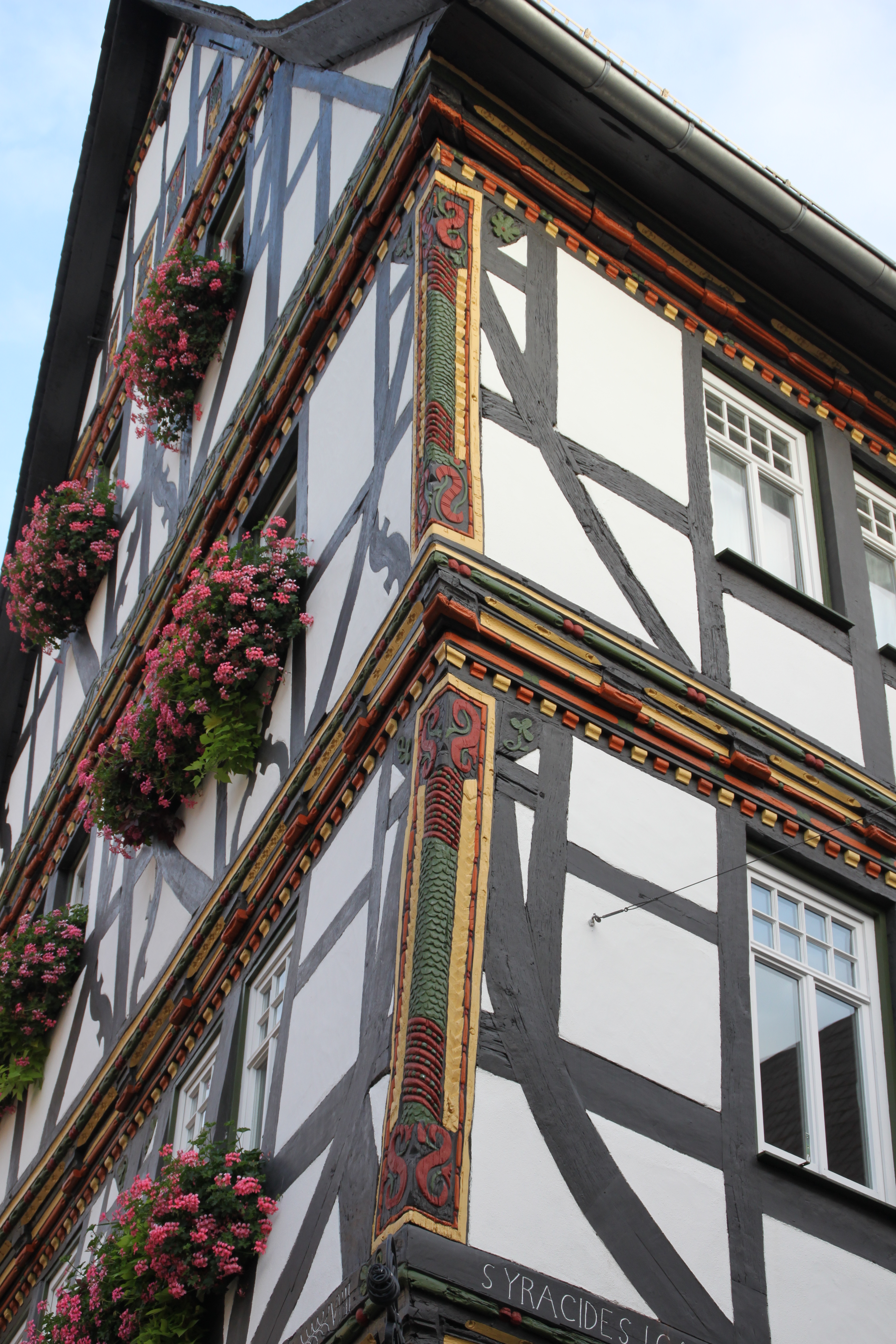
Geschnitzte Eckständer

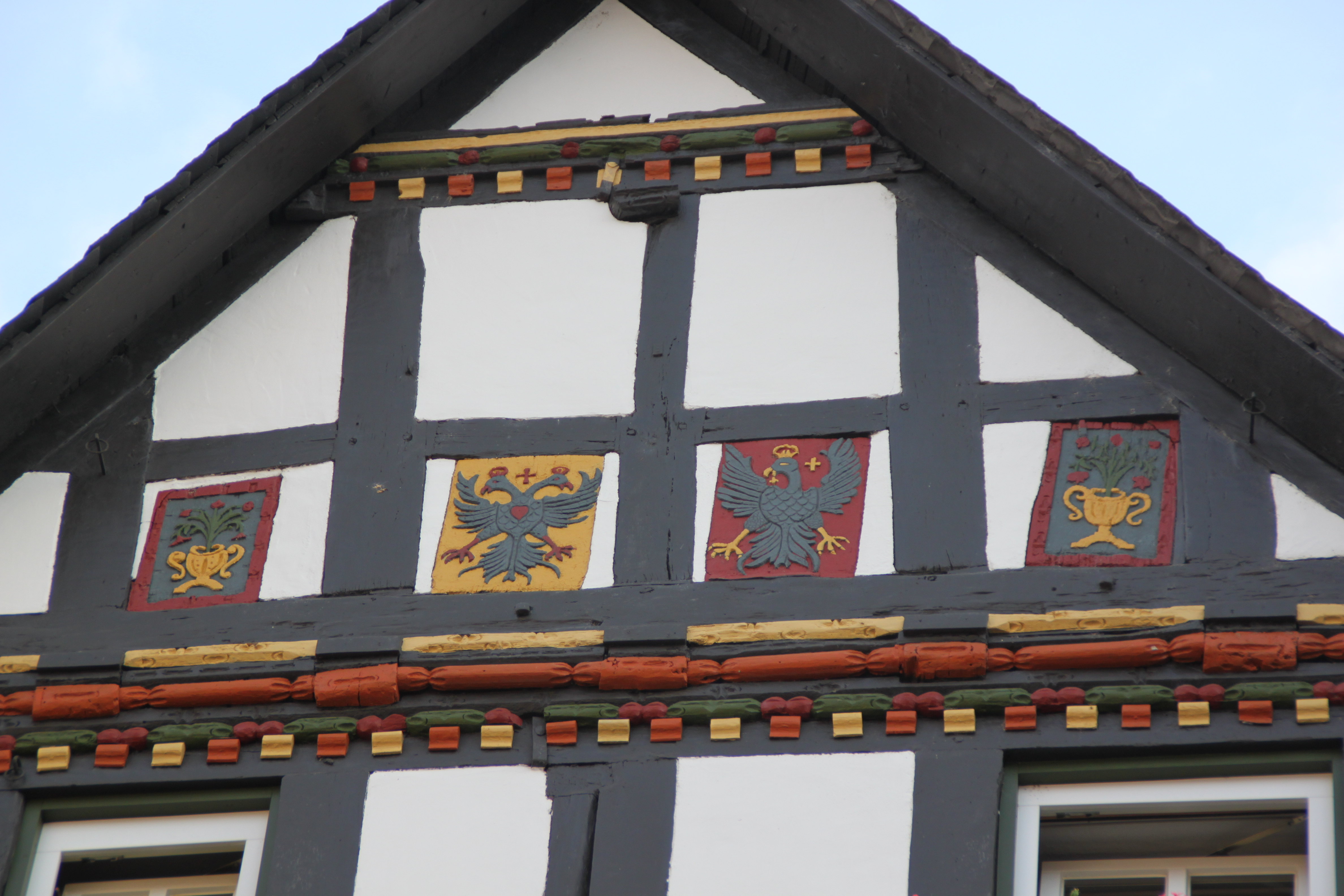
Wappentafeln

1599 errichtete ein wallonischer Glaubensflüchtling, der 1586 in die Stadt gekommen war, das Haus, das seitdem als einziges in Wetzlar über Inschriften in drei Sprachen verfügt: Deutsch, Latein und Französisch. Der Vorgängerbau an der Stelle des heutigen Gebäudes war wahrscheinlich eine Münzprägestelle, die dem Gebäude seinen Namen „Alte Münz“ verlieh.
Der Eisenmarkt ist der historische Schnittpunkt der wirtschaftlich bedeutendsten Straßen in der Wetzlarer Altstadt. Dieser Standort lässt auf eine durchgängige Mischnutzung des Gebäudes für Gewerbe und Wohnen schließen. Zum Beispiel befand sich hier im 19. Jahrhundert eine Metzgerei und Schankwirtschaft. In den Jahren 1914 bis 1933 war das Erdgeschoss als Konditorei und Café genutzt, später durch Einzelhandelsnutzungen.
In den Jahren 1907/08 wurde das Fachwerk wieder freigelegt. Zuletzt wurde das Fachwerkhaus im Jahr 2007 restauriert.

## Beschreibung
Die Alte Münz ist eines der markantesten Renaissancegebäude der Wetzlarer Altstadt. Das Fachwerk im Erdgeschoss wurde 1908 durch Sandsteinmauerwerk ersetzt. Das erste und zweite Obergeschoss sind Vollgeschosse mit großen Überkragungen. Darüber erhebt sich ein steiler Giebel mit unterschiedlichen Fachwerkgefügen. Das Haus ist reich an Verzierungen in kräftigen Farben, so etwa Rähme und Schwellen mit aufwändig profilierten Füllhölzern. Zahnschnittmotive, unterschiedliche Kehlen und Perlschnüre gliedern diese Gebälke. Neben einer mit Lilienranken versehenen Giebelschwelle befinden sich Mannfiguren mit blütenbeschnitzten Winkelhölzern, genaste Feuerböcke oder Fußstreben. Im oberen Giebelfeld sind Wappentafeln mit Reichsadler und „Wetzlarer Adler“ eingelassen. Die geschnitzten Eckständer mit gewirtelten, geschuppten Säulen verfügen als Basis sowie als Kapitell über stark profilierte Volutenschnecken.